# Elvin Məmişzadə
Elvin Məmişzadə –también escrito como Elvin Mamishzada– (Sumqayıt, 17 de diciembre de 1991) es un deportista azerbaiyano que compitió en boxeo.
Ganó una medalla de oro en el Campeonato Mundial de Boxeo Aficionado de 2015 y dos medallas en el Campeonato Europeo de Boxeo Aficionado, plata en 2010 y bronce en 2013. En los Juegos Europeos de Bakú 2015 obtuvo una medalla de oro en el peso mosca.
Participó en dos Juegos Olímpicos de Verano, en los años 2012 y 2016, ocupando el quinto lugar en Río de Janeiro 2016, en el peso mosca.

## Palmarés internacional
| Campeonato Mundial | Campeonato Mundial  | Campeonato Mundial | Campeonato Mundial |
| Año                | Lugar               | Medalla            | Categoría          |
| ------------------ | ------------------- | ------------------ | ------------------ |
| 2015               | Doha (Catar)        | Medalla de oro     | 52 kg              |
| Juegos Europeos    |                     |                    |                    |
| Año                | Lugar               | Medalla            | Categoría          |
| 2015               | Bakú (Azerbaiyán)   | Medalla de oro     | 52 kg              |
| Campeonato Europeo |                     |                    |                    |
| Año                | Lugar               | Medalla            | Categoría          |
| 2010               | Moscú (Rusia)       | Medalla de plata   | 48 kg              |
| 2013               | Minsk (Bielorrusia) | Medalla de bronce  | 52 kg              |